# Wiener Festspiele
Die Wiener Festspiele / Vienna Festival wurden im Sommer 2019 in Wien gegründet. Die Wiener Festspiele sind ein Opernfestival mit Schwerpunkt auf klassische und romantische Opern. Die Spielzeit geht jedes Jahr von Mitte Juli bis Ende August. Aufführungsorte sind das Mozarthaus Wien, Palais Eschenbach, Palais Pálffy, MuTh (Konzertsaal der Wiener Sängerknaben) und Musikverein Wien. Leiter des Festivals ist Jesus Leon und als Musikdirektor fungiert Toby Purser. Das Festival besitzt sein eigenes Orchester, das Vienna Sinfonia Orchestra. Im Jahr 2020 fand eine reduzierte Fassung des künstlerischen Angebotes und des gespielten Zeitraumes aufgrund von Covid-19 statt.

## Produktionen
- 2019: Lorely - Saal Wien: 2 Aufführungen: Giuseppe Verdi: La Traviata & Rigoletto, musikalische Leitung: Toby Purser
- 2020: Palais Eschenbach & Mozarthaus Wien: 6 Aufführungen: Wolfgang Amadeus Mozart: Don Giovanni (konzertante Fassung aufgrund von Covid-19), musikalische Leitung: Toby Purser[1]
- 2021: Palais Eschenbach, Palais Palffy & Mozarthaus Wien: 18 Aufführungen: Wolfgang Amadeus Mozart: Così fan tutte (konzertante Fassung aufgrund von Covid-19), musikalische Leitung: Toby Purser; Ein Abend mit Verdi: La Traviata und Rigoletto (konzertante Fassung aufgrund von Covid-19), musikalische Leitung: Alessandro Pagliazzi

## Vorstellungen und Besucher
Jedes Jahr finden bis zu 18 Vorstellungen statt. Im Festivalsommer 2020 waren alle Sitzplätze trotz Covid-19 restlos ausverkauft.